# مالك بن حمير
هو مالك بن حمير بن سبأ، جد قبيلة قضاعة على قول جماعة من النسابة.

## النسب
هو مالك بن حمير بن سبأ بن يشجب بن يعرب بن قحطان.

## إخوته
- الهميسع بن حمير. ومن ولده أيمن بن الهميسع، وفيه عدد حمير.[2]
- زيد
- وائل بن حمير
- عريب
- مسروح
- عميكرب
- أوس
- مرة

## ذرية مالك بن حمير

### زيد بن مالك
وقد نسب جماعة من النسابة قبيلة قضاعة الشهيرة إليه فقالوا أن قضاعة هو: قضاعة بن مالك بن عمرو بن مرة بن زيد بن مالك بن حمير. وقيل أنه قضاعة بن مالك بن حمير.
وأما ذرية قضاعة، فالمعروف أنه أنجب ولد واحد وهو الحافي أو الحافِ، وأضاف هشام الكلبي والهمداني الحاوي ووديعة، وقال الهمداني أيضا وعبادة.
فولد الحافي بن قضاعة عمران، وعمرو، وأسلُم.
وتنسب إلى قضاعة عدة قبائل منها:
| - قبيلة جهينة - قبيلة بلي - قبيلة الفراني - قبائل خولان | - قبيلة مهرة - قبيلة نهد - قبيلة بنو زيد - قبيلة كلب |  |

- زهران بن مالك، قال الهمداني في كتابه الإكليل: «وأولد مالك بن حمير زيد بن مالك وزهران بن مالك حي عظيم، ولهم كانت اليمامة».[4] وهم غير قبيلة زهران الأزدية الشهيرة.
- هوازن بن مالك
- الغمور بن مالك
- الأحظور بن مالك

وقيل أيضا:
- هزان بن مالك